# Åbne data
Åbne data er data, der er åbent tilgængelige, kan udnyttes, redigeres og deles af enhver til ethvert formål, også kommercielt. Åbne data er licenseret under en åben licens.
Nogle data bør være frit tilgængelige for alle til at bruge og genudgive, som de ønsker, uden begrænsninger fra ophavsret, patenter eller andre kontrolmekanismer. Målene for open source-databevægelsen svarer til målene for andre "open(-source)"-bevægelser såsom open-source software, hardware, åbent indhold, åbne specifikationer, åben uddannelse, åbne uddannelsesressourcer, offentlighed i forvaltningen, åben viden, åben adgang, åben videnskab og det åbne internet. Væksten i den åbne databevægelse er sideløbende med en stigning i immaterielle rettigheder. Filosofien bag åbne data har fandtes længe (for eksempel i den Mertonske videnskabstradition), men selve begrebet "åbne data" er nyere og vandt popularitet med fremkomsten af internettet og World Wide Web og især med lanceringen af offentlige åbne data-initiativer som data.gov, data.gov.uk og data.gov.in.
Åbne data kan også være koblede data - kaldet koblede åbne data.
En af de vigtigste former for åbne data er åbne offentlige data (OGD), der er en form for åbne data skabt af offentlige institutioner. Åbne offentlige datas betydning skyldes, at de er en del af borgernes hverdag, ned til de mest rutineprægede/hverdagsagtige gøremål, der tilsyneladende er langt væk fra den offentlige forvaltning.
Forkortelsen FAIR/O data bruges nogle gange til at angive, at det pågældende datasæt eller database overholder principperne for FAIR-data og også bærer en eksplicit data-kompatibel åben licens.